# 工人国际法国支部
工人國際法國支部（法語：Section Française de l'Internationale Ouvrière，縮寫為SFIO）是一個成立於1905年、解散於1969年的法國社會主義政黨，也是现在的法国社會黨的前身。原為第二國際在法國的分支。1920年以前的机关报为《人道报》。

## 歷史
1905年4月25日，该党由以尚·饒勒斯為代表的改良派法国社会党与盖得派的法兰西社会党合并而成。
受到十月革命影響，1920年時，该黨在杜爾代表大會中分裂為兩個党，其中較大的一个稱為共產国际法國支部，後來改称法國共產黨。
第二次世界大戰之後，工人國際法国支部成為三大共和派政黨之一，法國共產黨成為國民議會第一大黨，而工人國際法国支部成為第三大黨。在1946年初舉行的選舉中，与人民共和运动、法國共產黨聯手把要求實行總統制的戴高樂將軍赶下台，並于1946年10月與民族共和運動及法共通過第二次修憲公投。第四共和国繼續維持第三共和国的議會制格局，國民議會繼續擁有最高權力。第四共和国時期，工人國際法国支部多次參與聯合政府。不過，隨著冷戰展開，基於反對共產主義，工人國際法国支部與法共決裂。1947年5月法共被逐出聯合政府。
1958年第五共和成立時，工人國際法国支部選擇支持戴高樂的新憲法。後來，工人國際法国支部反對戴高樂，1965年支持密特朗與戴高樂競逐首次直選總統。
1968年五月風暴後，工人國際法国支部因支持學生運動，在之後提前舉行的大選，工人國際法国支部慘敗，議席大幅下降，其後于1969年改組為社會黨。